# Thomas Meunier
Thomas Meunier (francia kiejtés: [tɔma mønje], teljes nevén Thomas André A. Meunier) (Sainte-Ode, 1991. szeptember 12. –) belga válogatott labdarúgó, aki a Ligue 1-ben szereplő Lille és a belga válogatott jobbhátvédje. Korábban a török Trabzonspor játékosa.

## Pályafutása

### Klubokban

#### Belgiumban
Meunier többek között a Standard Liège és a RE Virton csapataiban nevelkedett és az utóbbi gárdánál kezdte meg a profi pályafutását. 2009 és 2011 között összesen 52 alkalommal viselte a klub mezét és hátvéd létére 16 gólig jutott.
2011 januárjában az akkor a belga harmadosztályban szereplő Virton-tól az egyik legnépszerűbb belga csapat, a Club Brugge 200 ezer euróért megvásárolta, azonban csak 2011 júliusában lett tényleg az egyesület játékosa, ahol a 19-es mezszámot kapta meg.
2011. július 31-én mutatkozott be a Burgge keretében a Westerlo ellen csereként. Nagyon jó és stabil formát mutatott az egész mérkőzés során. 2016-ig 188 mérkőzésen szerepelt, amelyeken 19 gólig jutott.

#### Paris Saint-Germain
2016. július 3-án a francia Paris Saint-Germain FC bejelentette, hogy megvásárolták Meunier-t, aki négyéves szerződést írt alá, 2020. június 30-ig. A legtöbb hírforrás szerint a vételára 6 millió euró volt.
A 2016-os Nemzetközi Bajnokok Kupája barátságos mérkőzésén a Real Madrid ellen 2 gólt is jegyzett, így segítette a PSG-t a 3–1-es győzelemhez.
2020-ra nyílt titoknak számított, ahogy a belga játékos elégedetlen a helyzetével az egyesületnél, többek között a kevés játéklehetőség miatt, így nem is hosszabbították meg a lejáró kontraktusát. Összesen 128 találkozót teljesített a PSG színeiben.

#### Borussia Dortmund
2020. június 25-én hivatalosan is bejelentették, hogy ingyen igazol a német Borussia Dortmund csapatához, ahol négyéves megállapodást írt alá.

#### Trabzonspor
2024. február 7-én aláírt a török Trabzonspor csapatához.

### A válogatottban
Többször belga korosztályos-válogatott.
2013. november 14-én mutatkozott be a belga felnőtt nemzeti válogatottban egy Kolumbia elleni barátságos mérkőzésen.

## Statisztikái

### Klubokban
2020. március 4-én frissítve.
| Klub                | Szezon           | Liga                    | Liga  | Liga | Kupa  | Kupa | Ligakupa | Ligakupa | Európa | Európa | Egyéb | Egyéb | Összesen | Összesen |
| Klub                | Szezon           | Bajnokság               | Mérk. | Gól  | Mérk. | Gól  | Mérk.    | Gól      | Mérk.  | Gól    | Mérk. | Gól   | Mérk.    | Gól      |
| ------------------- | ---------------- | ----------------------- | ----- | ---- | ----- | ---- | -------- | -------- | ------ | ------ | ----- | ----- | -------- | -------- |
| RE Virton           | 2008–09          | Belgian Second Division | 5     | 0    | 1     | 0    | —        | —        | —      | —      | —     | —     | 6        | 0        |
| RE Virton           | 2009–10          | Belgian Third Division  | 16    | 5    | 1     | 0    | —        | —        | —      | —      | —     | —     | 17       | 5        |
| RE Virton           | 2010–11          | Belgian Third Division  | 28    | 10   | 1     | 1    | —        | —        | —      | —      | —     | —     | 29       | 11       |
| RE Virton           | Összesen         | Összesen                | 49    | 15   | 3     | 1    | —        | —        | —      | —      | —     | —     | 52       | 16       |
| Club Brugge         | 2011–12          | Pro League              | 35    | 3    | 2     | 1    | —        | —        | 12     | 1      | —     | —     | 49       | 5        |
| Club Brugge         | 2012–13          | Pro League              | 21    | 4    | 1     | 0    | —        | —        | 6      | 0      | —     | —     | 28       | 4        |
| Club Brugge         | 2013–14          | Pro League              | 32    | 3    | 1     | 0    | —        | —        | 0      | 0      | —     | —     | 33       | 3        |
| Club Brugge         | 2014–15          | Pro League              | 30    | 2    | 5     | 0    | —        | —        | 1      | 0      | —     | —     | 36       | 2        |
| Club Brugge         | 2015–16          | Pro League              | 31    | 2    | 5     | 1    | —        | —        | 6      | 2      | —     | —     | 42       | 5        |
| Club Brugge         | Összesen         | Összesen                | 149   | 14   | 14    | 2    | —        | —        | 25     | 3      | —     | —     | 188      | 19       |
| Paris Saint-Germain | 2016–17          | Ligue 1                 | 22    | 1    | 4     | 0    | 3        | 0        | 6      | 1      | 1     | 0     | 36       | 2        |
| Paris Saint-Germain | 2017–18          | Ligue 1                 | 24    | 4    | 5     | 0    | 3        | 1        | 1      | 0      | 1     | 0     | 34       | 5        |
| Paris Saint-Germain | 2018–19          | Ligue 1                 | 22    | 3    | 3     | 1    | 1        | 0        | 5      | 1      | 0     | 0     | 31       | 5        |
| Paris Saint-Germain | 2019–20          | Ligue 1                 | 16    | 0    | 3     | 0    | 2        | 0        | 5      | 1      | 1     | 0     | 27       | 1        |
| Paris Saint-Germain | Összesen         | Összesen                | 84    | 8    | 15    | 1    | 9        | 1        | 17     | 3      | 3     | 0     | 128      | 13       |
| Borussia Dortmund   | 2020–21          | Bundesliga              | 0     | 0    | 0     | 0    | —        | —        | 0      | 0      | 0     | 0     | 0        | 0        |
| Borussia Dortmund   | Összesen         | Összesen                | 0     | 0    | 0     | 0    | —        | —        | 0      | 0      | 0     | 0     | 0        | 0        |
| Karrier összesen    | Karrier összesen | Karrier összesen        | 282   | 37   | 32    | 3    | 9        | 1        | 42     | 6      | 3     | 0     | 368      | 47       |

### A válogatottban
2022. december 1-jén frissítve.
| Belgium  | Belgium  | Belgium |
| Év       | Mérkőzés | Gól     |
| -------- | -------- | ------- |
| 2013     | 2        | 0       |
| 2014     | 1        | 0       |
| 2015     | 2        | 0       |
| 2016     | 10       | 1       |
| 2017     | 6        | 4       |
| 2018     | 15       | 1       |
| 2019     | 4        | 1       |
| 2020     | 4        | 0       |
| 2021     | 10       | 1       |
| 2022     | 8        | 0       |
| Összesen | 62       | 8       |

### Góljai a válogatottban
2019. október 13-án frissítve.
| #  | Dátum               | Helyszín                                          | Mérkőzés | Ellenfél            | Gólja | Végeredmény | Kiírás                                       |
| -- | ------------------- | ------------------------------------------------- | -------- | ------------------- | ----- | ----------- | -------------------------------------------- |
| 1. | 2016. november 14.  | Heysel Stadion, Brüsszel, Belgium                 | 15       | Észtország          | 1–0   | 8–1         | 2018-as labdarúgó-világbajnokság-selejtező   |
| 2. | 2017. augusztus 31. | Stade Maurice Dufrasne, Liège, Belgium            | 16       | Gibraltár           | 2–0   | 9–0         | 2018-as labdarúgó-világbajnokság-selejtező   |
| 3. | 2017. augusztus 31. | Stade Maurice Dufrasne, Liège, Belgium            | 16       | Gibraltár           | 7–0   | 9–0         | 2018-as labdarúgó-világbajnokság-selejtező   |
| 4. | 2017. augusztus 31. | Stade Maurice Dufrasne, Liège, Belgium            | 16       | Gibraltár           | 8–0   | 9–0         | 2018-as labdarúgó-világbajnokság-selejtező   |
| 5. | 2017. október 7.    | Stadion Grbavica, Szarajevó, Bosznia-Hercegovina  | 18       | Bosznia-Hercegovina | 1–0   | 4–3         | 2018-as labdarúgó-világbajnokság-selejtező   |
| 6. | 2018. július 14.    | Kresztovszkij Stadion, Szentpétervár, Oroszország | 30       | Anglia              | 1–0   | 2–0         | 2018-as labdarúgó-világbajnokság             |
| 7. | 2019. október 13.   | Asztana Aréna, Asztana, Kazahsztán                | 39       | Kazahsztán          | 2–0   | 2–0         | 2020-as labdarúgó-Európa-bajnokság selejtező |
| 8. | 2021. június 12.    | Kresztovszkij Stadion, Szentpétervár, Oroszország | 48       | Oroszország         | 2–0   | 3–0         | 2020-as labdarúgó-Európa-bajnokság           |

## Sikerei, díjai

### Klubokban
Club Brugge
- Belga bajnok: 2015–16
- Belga kupa: 2014–15

Paris Saint-Germain
- Francia bajnok: 2017–18, 2018–19, 2019–20[11]
- Francia kupa: 2017–18
- Francia ligakupa: 2016–17, 2017–18
- Francia szuperkupa: 2016, 2017, 2019

Borussia Dortmund
- Német kupa: 2020–21

### A válogatottban
Belgium
- Világbajnokság bronzérmes: 2018